# Chunderik Klewang
Das Chunderik-Klewang, auch Condre, Cundrik, Tjoendrik, Tjonder, ist ein Schwert aus Sumatra.

## Beschreibung
Das Chunderik-Klewang hat eine gerade, einschneidige Klinge. Die Klinge wird vom Heft zum Ort leicht breiter. Der Ort ist abgerundet. Die Klingen haben meist einen leichten Hohlschliff, direkt unterhalb des Klingenrückens. Der Heft ist meist aus Horn geschnitzt und mit traditionellen Schnitzereien verziert. Das Chunderik-Klewang ist eine Version des Klewang. Manchmal wird die Klinge auch als Sitze eines Speeres benutzt. Er wird von Ethnien in Sumatra benutzt.